# Brahmana (gènere)
Brahmana és un gènere d'insectes plecòpters pertanyent a la família dels pèrlids que es troba a Àsia.

## Taxonomia
- Brahmana benigna (Needham, 1909)
- Brahmana chrysostoma Klapálek, 1916
- Brahmana flavomarginata Wu, C.F., 1962
- Brahmana microphthalma Klapálek, 1916
- Brahmana suffusa (Walker, 1852)[3][4]